# Albendea
Albendea település Spanyolországban, Cuenca tartományban. Albendea Alcantud, Priego és San Pedro Palmiches községekkel határos. Lakosainak száma 119 fő (2024).

## Népesség
A település lakosságának változását az alábbi diagram mutatja:
| Lakosok száma | 175  | 166  | 160  | 161  | 157  | 144  | 134  | 121  | 122  | 119  |
|               | 2001 | 2004 | 2006 | 2009 | 2011 | 2014 | 2016 | 2019 | 2021 | 2024 |